# Franz Mayer (Rechtswissenschaftler, 1968)

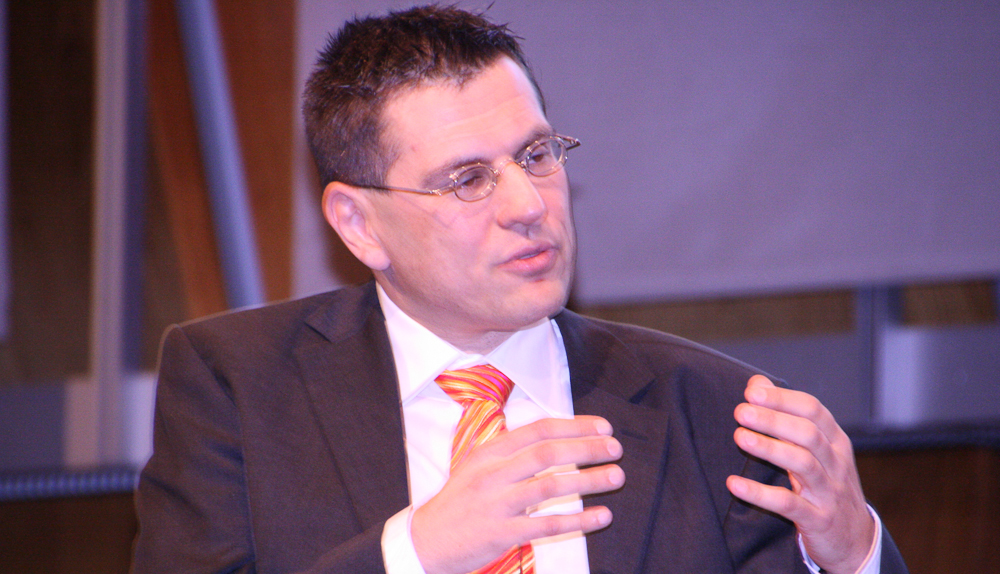
Franz C. Mayer auf einer Podiumsdiskussion, 2012

Franz Christian Mayer (* 1968 in Idar-Oberstein) ist ein deutsch-französischer Jurist. Er lehrt an der Universität Bielefeld Öffentliches Recht, Europarecht, Völkerrecht, Rechtsvergleichung und Rechtspolitik.

## Leben
Franz Mayer legte 1987 am Göttenbach-Gymnasium in Idar-Oberstein (Rheinland-Pfalz) das Abitur ab. 1986 war er einer der Bundessieger im Bundeswettbewerb Fremdsprachen (Mehrsprachenwettbewerb). Im Jahr 1987 gewann er den Straßburg-Preis der Stiftung F.V.S. Hamburg. Von 1987 bis 1988 legte er seinen Wehrdienst bei der Bundeswehr in München und Baumholder ab.
Mayer studierte ab 1988 Rechtswissenschaft, Politikwissenschaft und Neuere Geschichte an der Rheinischen Friedrich-Wilhelms-Universität Bonn, dem Institut d’études politiques de Paris, der Universität Paris 1 Panthéon-Sorbonne und der Ludwig-Maximilians-Universität München (Stipendiat der Studienstiftung des deutschen Volkes sowie des DAAD-Programms „Politologen nach Paris“). 1991 erhielt er das Certificat d’Etudes Politiques Institut d’Etudes Politiques de Paris und legte 1994 das erste juristische Staatsexamen in Bayern ab. 1995 erlangte er den Grad eines Master of Laws (LLM) an der Yale Law School (DAAD/McKinsey-Jahresstipendium USA). 1995 bis 1997 folgte dann das Referendariat im Bezirk des Kammergerichts in Berlin.
Von 1993 bis 1994 war Mayer zunächst Studentische, dann Wissenschaftliche Hilfskraft bei Professor Rudolf Geiger an der Universität Leipzig; 1994 bis 1996 Assistent von Professor Joseph H. H. Weiler, Harvard Law School und 1996–1997 Mitarbeiter von Professor Patrick Weil, CNRS/IEP de Paris. Franz Mayer wurde im November 1997 Wissenschaftlicher Mitarbeiter von Ingolf Pernice, unter anderem beim DFG-Forschungsprojekt „Europäisches Verfassungsrecht“. Er promovierte 1999 bei Bruno Simma in München, es folgte 2000 ein Forschungsaufenthalt an der Harvard Law School. 2001 wurde er Wissenschaftlicher Assistent bei Ingolf Pernice. 2005 habilitierte er sich an der Humboldt-Universität zu Berlin im Öffentlichen Recht, Europarecht, Völkerrecht, Rechtsvergleichung und Rechtspolitik und wurde Privatdozent an der Humboldt-Universität.
Im Wintersemester 2006/2007 vertrat er den Lehrstuhl für Öffentliches Recht, Europa- und Völkerrecht an der Universität Bielefeld und war Lehrbeauftragter an der Europa-Universität Viadrina in Frankfurt (Oder). Im Sommersemester 2007 erfolgte eine weitere Vertretung an der Universität Bielefeld und im Mai 2007 die Berufung auf eine Professur in Bielefeld.
Seit 2007 hat Mayer den Lehrstuhl für Öffentliches Recht, Europarecht, Völkerrecht, Rechtsvergleichung und Rechtspolitik an der Fakultät für Rechtswissenschaft der Universität Bielefeld inne. 2011 war er Senior Emile Noël Fellow an der NYU School of Law. Er hatte Gastprofessuren an den Universitäten Paris 1, Paris 2 und der Columbia Law School inne. Seit 2000 unterrichtet er jährlich im Rahmen einer Gastprofessur an der Universität Warschau (Towards European constitutionalism-Seminar). Seit 2010 wiederholt Dozent für Europarecht in der Attachéausbildung des Auswärtiges Amtes.
Mayer war 2006 bis 2016 Vertrauensdozent der Studienstiftung des deutschen Volkes, 2015 bis 2019 Studiendekan der Fakultät für Rechtswissenschaft, Universität Bielefeld. Seit 2016 ist er Ethikbeisitzer im Bundesgericht des Deutschen Fußball-Bundes. Mitglied im Präsidium der Deutschen Gesellschaft für Auswärtige Politik (DGAP).
2008 bis 2009 vertrat er den Deutschen Bundestag vor dem Bundesverfassungsgericht im Verfahren zum Vertrag von Lissabon. Weitere Prozessvertretungen waren u. a. in Sachen Eurorettung Griechenlandhilfe, 2010–2011; Next Generation EU (NGEU), 2021–2022 (Bundestag). Für die Bundesregierung: CETA Freihandelsabkommen EU-Kanada, 2016–2022; Europäisches Patentgerichtsübereinkommen, 2017–2020; Freihandelsabkommen EU-Singapur, seit 2019, Europäisches Patentamt, 2019–2022.
Als Sachverständiger war Mayer in Anhörungen und Expertengesprächen im Deutschen Bundestag präsent (Europaausschuss, Finanzausschuss, Rechtsausschuss, Unterausschuss Europarecht, Haushaltsausschuss, Wirtschaftsausschuss, Innenausschuss, Verkehrsausschuss, Ausschuss für Wahlprüfung und Geschäftsordnung, Gesundheitsausschuss sowie im 2. Untersuchungsausschuss der 19. Wahlperiode zur „PKW-Maut“).
Im Januar 2023 wurde er Mitglied einer deutsch-französischen Expertengruppe zu institutionellen Reformen der EU.

## Wissenschaft
Mayers Forschungs- und Interessensgebiete umfassen das Europarecht (Europäisches Verfassungsrecht, Binnenmarktrecht, europäischer Grund- und Menschenrechtsschutz (EMRK)), Öffentliches Recht (insbesondere deutsches und vergleichendes Verfassungs- und Verwaltungsrecht; Europäisierung und Internationalisierung des Öffentlichen Rechts), Internetrecht (Recht der Neuen Medien), Ausländer- und Migrationsrecht, Mietverwaltungsrecht, Völkerrecht, Wirtschaftsvölkerrecht und Internationale Beziehungen (Freihandels- und Investitionsschutzrecht), Rechts- und Verfassungsvergleichung (USA, EU-Mitgliedstaaten), Rechtspolitik (insbesondere Verfassungspolitik, Rechtsgestaltung, europäische Rechtspolitik), Frankreichforschung, Europäisches Fußballrecht, Recht und Populärkultur, Recht und Film.

## Veröffentlichungen (Auswahl)
- Kompetenzüberschreitung und Letztentscheidung. Das Maastricht-Urteil des Bundesverfassungsgerichts und die Letztentscheidung über Ultra vires-Akte in Mehrebenensystemen. Eine rechtsvergleichende Betrachtung von Konflikten zwischen Gerichten am Beispiel der EU und der USA. Verlag C.H. Beck, München 2000, ISBN 3-406-46702-4. (Münchener Universitätsschriften: Reihe der Juristischen Fakultät Band 150) (zugl. Diss. LMU München)
- Die Internationalisierung des Verwaltungsrechts. Modi und Strukturen der Einwirkung auf das nationale Recht in Zeiten der Europäisierung und Globalisierung. Habilitationsschrift, iE. (Ius Publicum, Tübingen: Mohr Siebeck)
- Rechtspolitik und mehrstufige Rechtsetzung (Habilitationsvortrag), Zeitschrift für Gesetzgebung [ZG] 2007, S. 217-236
- Europäische Menschenrechtskonvention. Kommentar. Reihe Beck’sche Gelbe Kommentare, 3. Auflage, München: C.H. Beck 2022, (Hrsg., mit Ulrich Karpenstein)
- Rashomon in Karlsruhe, Neue Juristische Wochenschrift [NJW] 2010, S. 714-719, Frz.: Rashomon à Karlsruhe, Revue trimestrielle de droit européen [RTDE] 2010, S. 77-92, Engl. : Rashomon in Karlsruhe - A reflection on Democracy and Identity in the European Union. The German Constitutional Court’s Lisbon decision and the changing landscape of European constitutionalism, The Journal of International Constitutional Law [I-CON] 9 (2011), S. 757-78
- Von blinden Männern und Elefanten: was kann und sollte die Rechtswissenschaft gegen die „Desintegration“ Europas tun?, (Of Blind Men, Elephants and European Disintegration – What could and what should legal academics do against the “disintegration” of Europe?) (Februar 2015)
- Verfassung im Nationalstaat: Von der Gesamtordnung zur europäischen Teilordnung? in: Veröffentlichungen der Vereinigung der Deutschen Staatsrechtslehrer [VVDStRL] 75 (2016) (Generalthema: Verfassung als Ordnungskonzept), S. 7-63
- Die Europäische Union als Rechtsgemeinschaft – ein überholtes Narrativ? in: Claudio Franzius, Franz C. Mayer, Jürgen Neyer (Hrsg.), Die Neuerfindung Europas. Bedeutung und Gehalte von Narrativen für die europäische Integration. Recht und Politik in der Europäischen Union Band 9, Baden-Baden: Nomos, 2019, S. 111-130
- The EU in 2030. An anticipated look back at the 2020s, 21 German Law Journal [GLJ] 2020 (Special Issue 20 challenges for the EU in the 2020s), S. 63-68
- The Ultra Vires Ruling. Deconstructing the Federal Constitutional Court’s PSPP decision of 5 May 2020, European Constitutional Law Review N°16.4 (2020), S. 733-769
- Im europäischen Zwischenland (Essay), taz die tageszeitung Nr. 12739 v. 8./9. Januar 2022 („taz am wochenende“), S. 15 (Argumente)
- La souveraineté en Allemagne et la perspective d'une souveraineté européenne in: François-Vivien Guiot (Hrsg.), Souveraineté européenne : du discours politique à une réalité juridique ?, Paris: Mare & Martin 2022, S. 89–109